# زياد ريشا
زياد ريشا هو لاعب رماية لبناني، ولد في 25 سبتمبر 1967.

## وصلات خارجية
- زياد ريشا على موقع أوليمبيديا (الإنجليزية)